# Deinopis spinosa
Deinopis spinosa är en spindelart som beskrevs av Marx 1889. Deinopis spinosa ingår i släktet Deinopis och familjen Deinopidae. Inga underarter finns listade i Catalogue of Life.